# Tamsui
Tamsui es una ciudad ubicada al norte de Taiwán, la cual fue colonizada por los españoles y luego por holandeses, los primeros entre 1626 y 1642, anexionándola como parte del Imperio español. Se conserva aún el castillo o fortaleza española de Santo Domingo. La mayor parte de su población es de etnia han y tienen como lengua oficial el chino o mandarín.
En noviembre de 1592, Juan Cobo falleció en Tamsui.  La capital de la Gobernación de Formosa española se ubicó en tierras de Tamsui.

## Galería

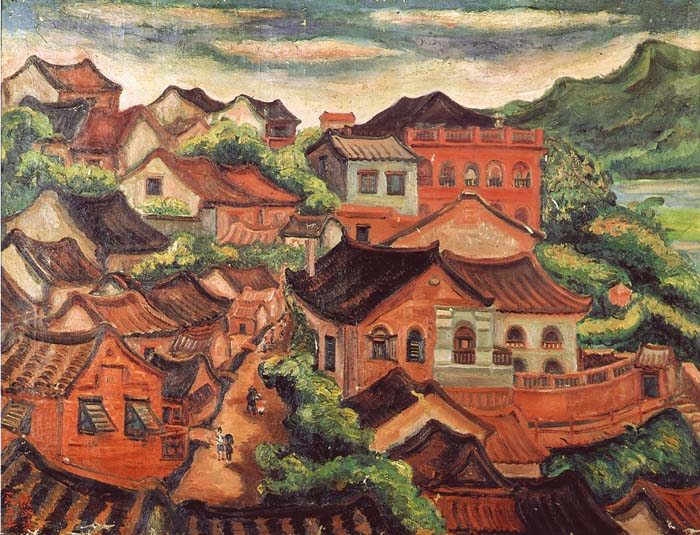
Tamsui/ Chen Cheng-po/ 1935/ 91 x 116.5 cm/ Colección del Museo de Bellas Artes de Taiwán.
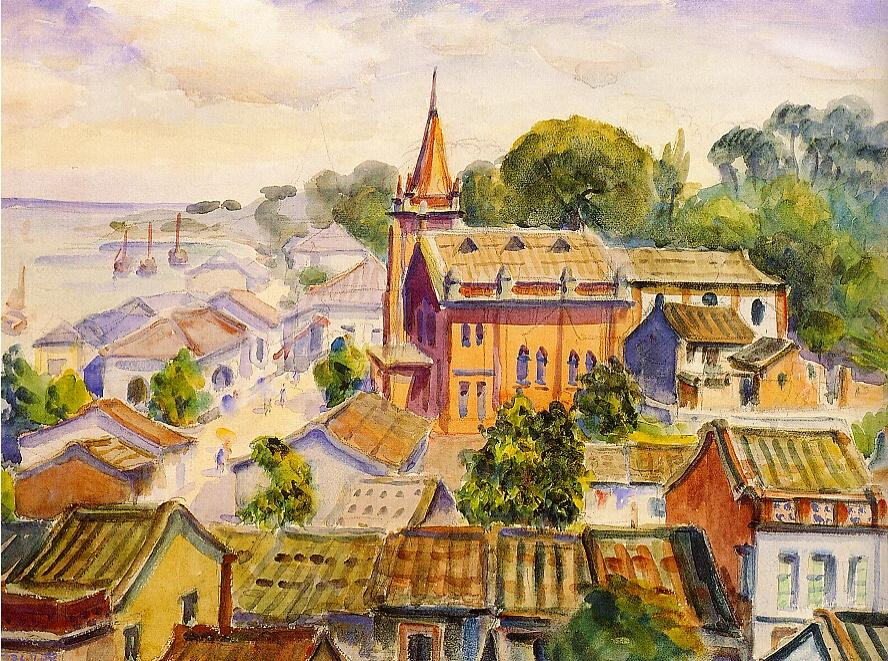
Tamsui/Iglesia de Tamsui/ Ni Chiang-huai/ 1936/ Papel/ Acuarela/ 49.5×66cm/ Colección del Museo de Bellas Artes de Taiwán.
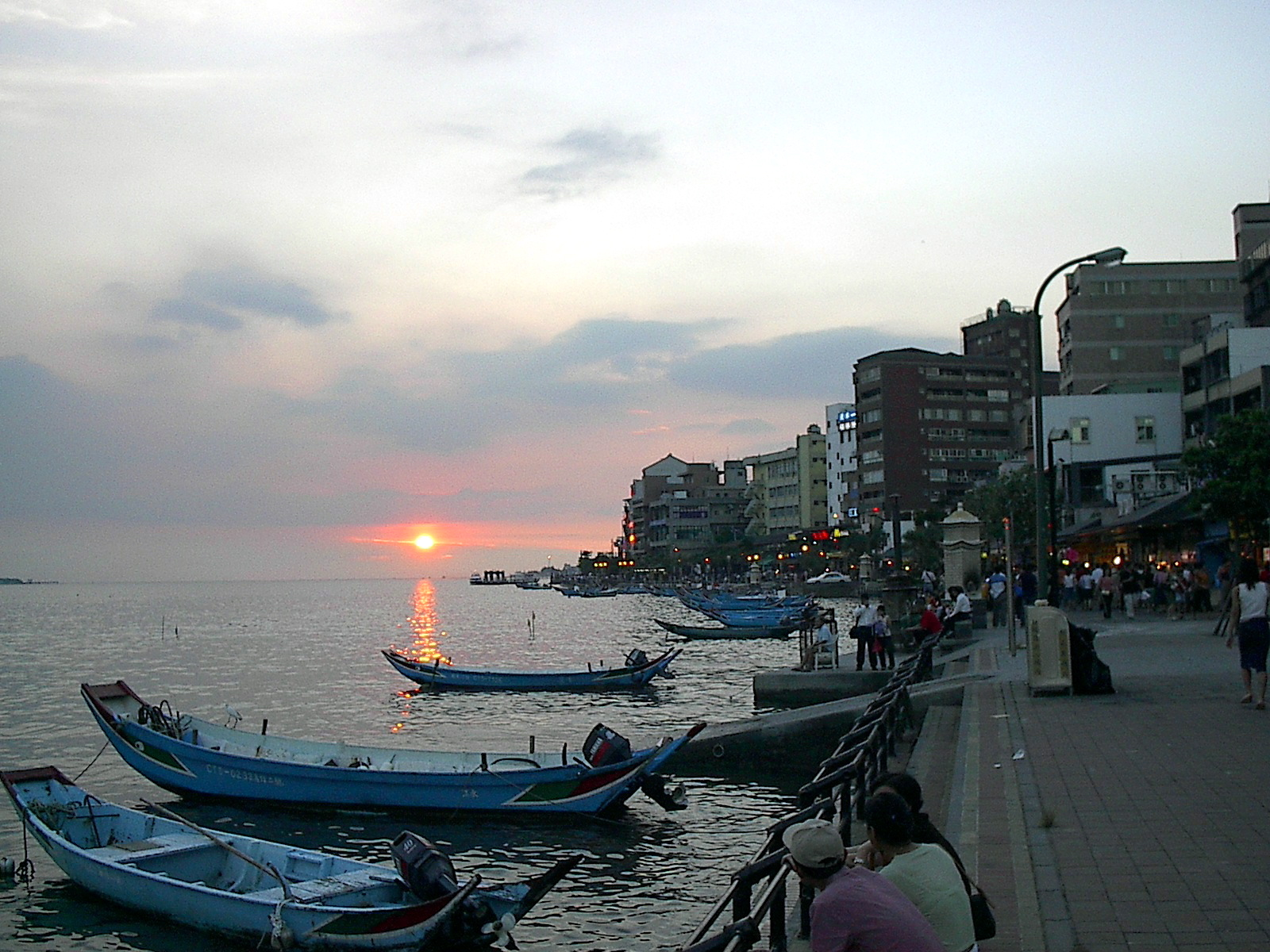
El paseo marítimo de Tamsui al atardecer.
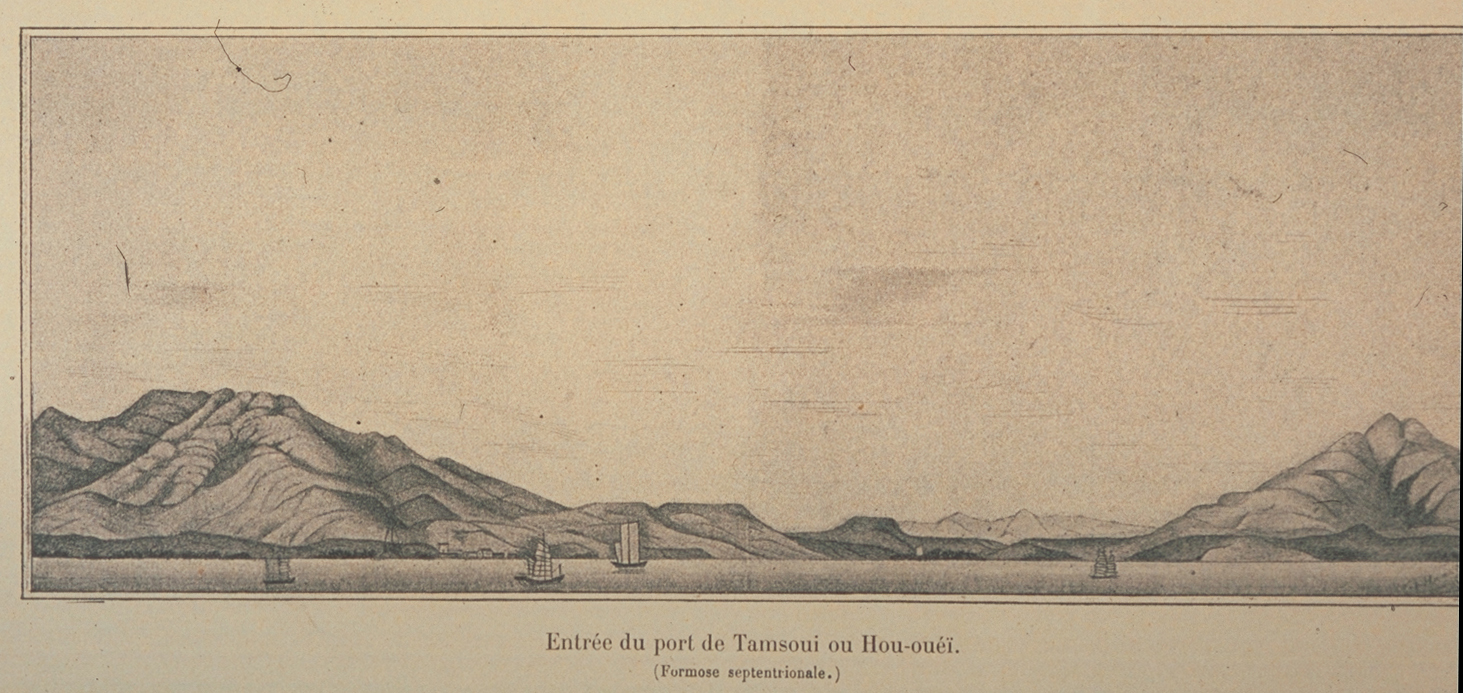
Un espoza francés de Tamsui en 1893.
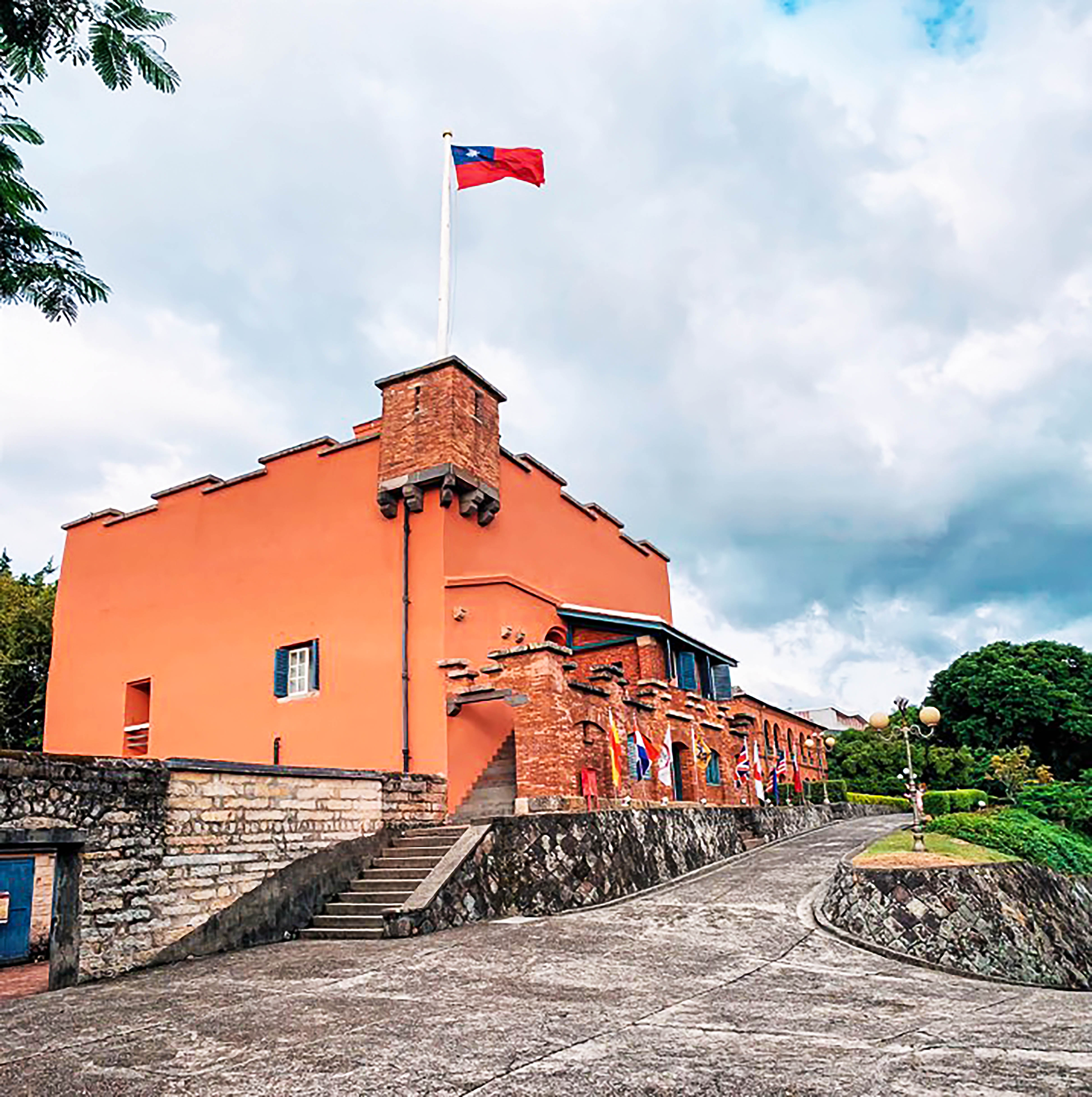
Fuerte de Santo Domingo en Tamsui, con la bandera española y la de otras naciones al pie.
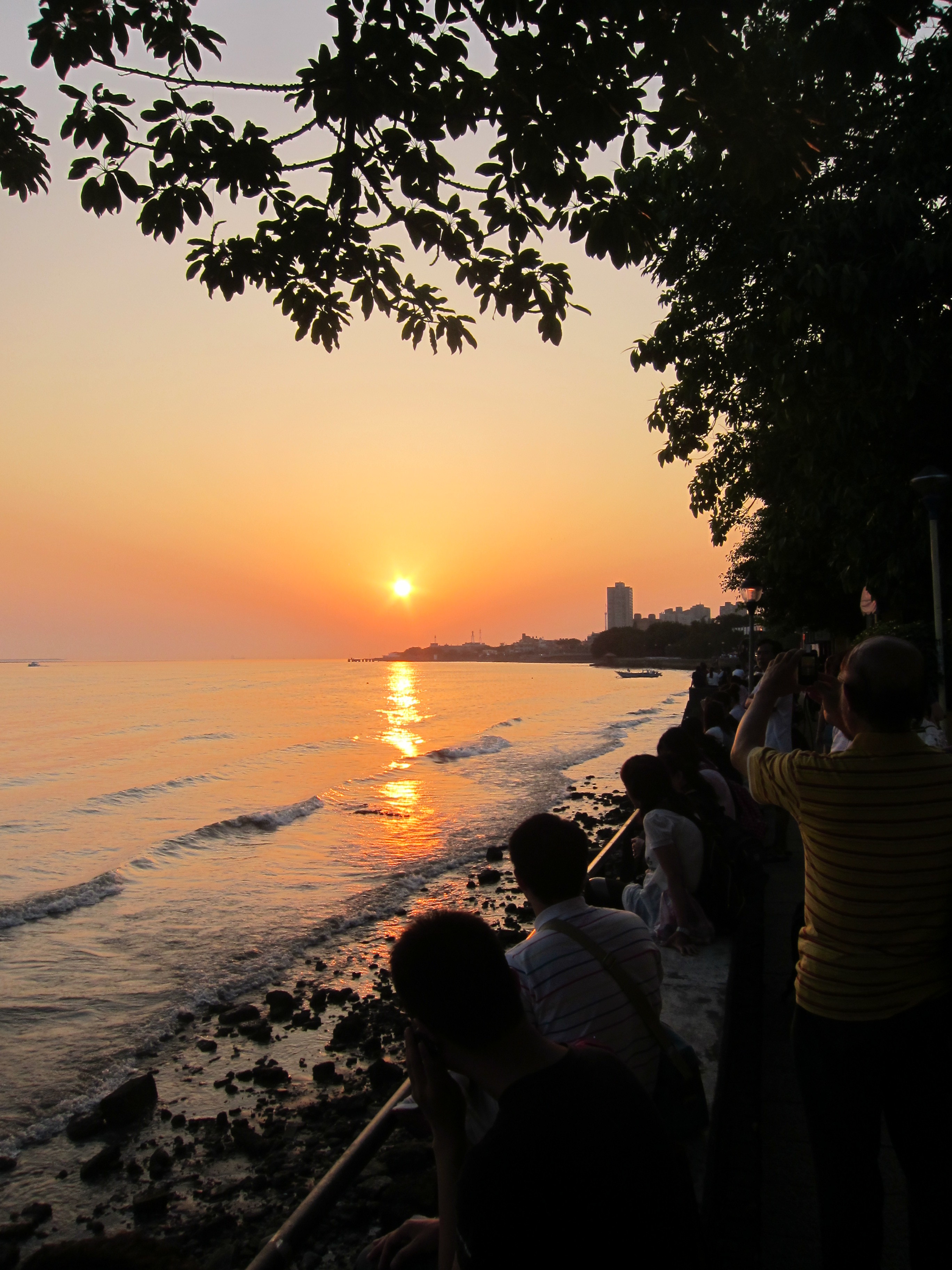
El Muelle Largo de Tamsui al atardecer.